# Avella trinodosa
Avella trinodosa är en spindel som beskrevs 1920 av William Joseph Rainbow. Arten ingår i släktet Avella och familjen Deinopidae. Arten är endemisk för  Lord Howeön i Australien. Inga underarter finns listade.